# Wirehog
Wirehog è stato un programma di file sharing peer-to-peer collegato a Facebook.

## Storia
Fu creato da Andrew McCollum, Mark Zuckerberg, Adam D'Angelo e Sean Parker durante lo sviluppo di Facebook, a Palo Alto, nell'estate e nell'autunno del 2004.
Per accedere a Wirehog bisognava essere invitati da un amico. Per usarlo, bisognava essere iscritti a Facebook. Questo avrebbe dunque portato più iscritti al social network.
Wirehog fu lanciato nell'ottobre del 2004; il servizio finì nel gennaio del 2006.
Wirehog è stato scritto in Python ed era disponibile solo per Windows e macOS.